# H–mast
H–mast er en H-formet højspændingsmast der bærer en 50 kV-luftledning.
Masten er en træmast, der står på et fundamentet af jernbeton og har en højde på ca. 35 meter og er 24 meter bred.
Masten er udstyret med flere jordtråde, der beskytter den mod lynnedslag. I jordtrådene er der integreret lyslederkabler, der kan anvendes til overvågning og kommunikation.
I dag er 50 kV-luftledningerne for det meste kabellagt, men der findes stadig nogle H-master tilbage rundt omkring i Danmark, blandt andet ved Vordingborg, Kalundborg og Holbæk.